# Sotensko pri Šmarju
Sotensko pri Šmarju este o localitate din comuna Šmarje pri Jelšah, Slovenia, cu o populație de 106 locuitori.